# 2013-as atlétikai világbajnokság
A 2013-as atlétikai világbajnokságot augusztus 10. és augusztus 18. között rendezték Moszkvában, Oroszországban. A versenyeket a Luzsnyiki Stadionban rendezték. A férfiaknál 24, a nőknél 23 versenyszámban avattak világbajnokot.

## Eseménynaptár
| S | Selejtezők | E | Előfutamok | ½ | Elődöntők | D | Döntő |

| Dátum →         | 10  | 10  | 11  | 11  | 11  | 12  | 12  | 12  | 13  | 13  | 14  | 14  | 15  | 15  | 16  | 16  | 17  | 17  | 18  | 18  | 18  |
| Versenyszám ↓   | De. | Du. | De. | Du. | Du. | De. | Du. | Du. | De. | Du. | De. | Du. | De. | Du. | De. | Du. | De. | Du. | De. | Du. | Du. |
| --------------- | --- | --- | --- | --- | --- | --- | --- | --- | --- | --- | --- | --- | --- | --- | --- | --- | --- | --- | --- | --- | --- |
| 100 m           | S   | E   |     | ½   | D   |     |     |     |     |     |     |     |     |     |     |     |     |     |     |     |     |
| 200 m           |     |     |     |     |     |     |     |     |     |     |     |     |     |     | E   | ½   |     | D   |     |     |     |
| 400 m           |     |     | E   |     |     |     | ½   | ½   |     | D   |     |     |     |     |     |     |     |     |     |     |     |
| 800 m           | E   |     |     | ½   | ½   |     |     |     |     | D   |     |     |     |     |     |     |     |     |     |     |     |
| 1500 m          |     |     |     |     |     |     |     |     |     |     | E   |     |     |     |     | ½   |     |     |     | D   | D   |
| 5000 m          |     |     |     |     |     |     |     |     | E   |     |     |     |     |     |     | D   |     |     |     |     |     |
| 10 000 m        |     | D   |     |     |     |     |     |     |     |     |     |     |     |     |     |     |     |     |     |     |     |
| Maraton         |     |     |     |     |     |     |     |     |     |     |     |     |     |     |     |     |     | D   |     |     |     |
| 110 m gát       |     |     | E   |     |     |     | ½   | D   |     |     |     |     |     |     |     |     |     |     |     |     |     |
| 400 m gát       |     |     |     |     |     | E   |     |     |     | ½   |     |     |     | D   |     |     |     |     |     |     |     |
| 3000 m akadály  |     |     |     |     |     | E   |     |     |     |     |     |     |     | D   |     |     |     |     |     |     |     |
| 4 × 100 m váltó |     |     |     |     |     |     |     |     |     |     |     |     |     |     |     |     |     |     |     | E   | D   |
| 4 × 400 m váltó |     |     |     |     |     |     |     |     |     |     |     |     |     | E   |     | D   |     |     |     |     |     |
| 20 km gyaloglás |     |     |     | D   | D   |     |     |     |     |     |     |     |     |     |     |     |     |     |     |     |     |
| 50 km gyaloglás |     |     |     |     |     |     |     |     |     |     | D   |     |     |     |     |     |     |     |     |     |     |
| Távolugrás      |     |     |     |     |     |     |     |     |     |     | S   |     |     |     |     | D   |     |     |     |     |     |
| Hármasugrás     |     |     |     |     |     |     |     |     |     |     |     |     |     |     | S   |     |     |     |     | D   | D   |
| Magasugrás      |     |     |     |     |     |     |     |     | S   |     |     |     |     | D   |     |     |     |     |     |     |     |
| Rúdugrás        | S   |     |     |     |     |     | D   | D   |     |     |     |     |     |     |     |     |     |     |     |     |     |
| Súlylökés       |     |     |     |     |     |     |     |     |     |     |     |     | S   |     |     | D   |     |     |     |     |     |
| Diszkoszvetés   |     |     |     |     |     | S   |     |     |     | D   |     |     |     |     |     |     |     |     |     |     |     |
| Kalapácsvetés   |     | S   |     |     |     |     | D   | D   |     |     |     |     |     |     |     |     |     |     |     |     |     |
| Gerelyhajítás   |     |     |     |     |     |     |     |     |     |     |     |     | S   |     |     |     |     | D   |     |     |     |
| Tízpróba        | D   | D   | D   | D   | D   |     |     |     |     |     |     |     |     |     |     |     |     |     |     |     |     |

| Dátum →         | 10  | 10  | 11  | 11  | 12  | 12  | 12  | 13  | 13  | 14  | 14  | 15  | 15  | 16  | 16  | 17  | 17  | 17  | 18  | 18  | 18  |
| Versenyszám ↓   | De. | Du. | De. | Du. | De. | Du. | Du. | De. | Du. | De. | Du. | De. | Du. | De. | Du. | De. | Du. | Du. | De. | Du. | Du. |
| --------------- | --- | --- | --- | --- | --- | --- | --- | --- | --- | --- | --- | --- | --- | --- | --- | --- | --- | --- | --- | --- | --- |
| 100 m           | S   |     | E   |     |     | ½   | D   |     |     |     |     |     |     |     |     |     |     |     |     |     |     |
| 200 m           |     |     |     |     |     |     |     |     |     |     |     | E   | ½   |     | D   |     |     |     |     |     |     |
| 400 m           |     | S   |     | ½   |     | D   | D   |     |     |     |     |     |     |     |     |     |     |     |     |     |     |
| 800 m           |     |     |     |     |     |     |     |     |     |     |     | E   |     |     | ½   |     |     |     |     | D   | D   |
| 1500 m          |     |     | E   |     |     |     |     |     | ½   |     |     |     | D   |     |     |     |     |     |     |     |     |
| 5000 m          |     |     |     |     |     |     |     |     |     | E   |     |     |     |     |     |     | D   | D   |     |     |     |
| 10 000 m        |     |     |     | D   |     |     |     |     |     |     |     |     |     |     |     |     |     |     |     |     |     |
| Maraton         | D   |     |     |     |     |     |     |     |     |     |     |     |     |     |     |     |     |     |     |     |     |
| 100 m gát       |     |     |     |     |     |     |     |     |     |     |     |     |     | E   |     |     | ½   | D   |     |     |     |
| 400 m gát       |     |     |     |     | E   |     |     |     | ½   |     |     |     | D   |     |     |     |     |     |     |     |     |
| 3000 m akadály  |     | E   |     |     |     |     |     |     | D   |     |     |     |     |     |     |     |     |     |     |     |     |
| 4 × 100 m váltó |     |     |     |     |     |     |     |     |     |     |     |     |     |     |     |     |     |     |     | E   | D   |
| 4 × 400 m váltó |     |     |     |     |     |     |     |     |     |     |     |     |     | E   |     |     | D   | D   |     |     |     |
| 20 km gyaloglás |     |     |     |     |     |     |     | D   |     |     |     |     |     |     |     |     |     |     |     |     |     |
| Távolugrás      |     | S   |     | D   |     |     |     |     |     |     |     |     |     |     |     |     |     |     |     |     |     |
| Hármasugrás     |     |     |     |     |     |     |     | S   |     |     |     |     | D   |     |     |     |     |     |     |     |     |
| Magasugrás      |     |     |     |     |     |     |     |     |     |     |     | S   |     |     |     |     | D   | D   |     |     |     |
| Rúdugrás        |     |     |     | S   |     |     |     |     | D   |     |     |     |     |     |     |     |     |     |     |     |     |
| Súlylökés       |     |     | S   |     |     | D   | D   |     |     |     |     |     |     |     |     |     |     |     |     |     |     |
| Diszkoszvetés   | S   |     |     | D   |     |     |     |     |     |     |     |     |     |     |     |     |     |     |     |     |     |
| Kalapácsvetés   |     |     |     |     |     |     |     |     |     | S   |     |     |     |     | D   |     |     |     |     |     |     |
| Gerelyhajítás   |     |     |     |     |     |     |     |     |     |     |     |     |     | S   |     |     |     |     |     | D   | D   |
| Hétpróba        |     |     |     |     | D   | D   | D   | D   | D   |     |     |     |     |     |     |     |     |     |     |     |     |

## A magyar sportolók eredményei
Magyarország a világbajnokságon 11 sportolóval képviseltette magát.
Érmesek
| Érem      | Versenyző      | Versenyszám         | Dátum         |
| --------- | -------------- | ------------------- | ------------- |
| Ezüstérem | Pars Krisztián | Férfi kalapácsvetés | augusztus 12. |

## Éremtáblázat
(A táblázatban a rendező nemzet, illetve Magyarország eltérő háttérszínnel kiemelve.)
| Helyezés | Nemzet                  | Arany | Ezüst | Bronz | Összesen |
| 1.       | Oroszország             | 7     | 4     | 6     | 17       |
| 2.       | Egyesült Államok        | 6     | 14    | 5     | 25       |
| 3.       | Jamaica                 | 6     | 2     | 1     | 9        |
| 4.       | Kenya                   | 5     | 4     | 3     | 12       |
| 5.       | Németország             | 4     | 2     | 1     | 7        |
| 6.       | Etiópia                 | 3     | 3     | 4     | 10       |
| 7.       | Nagy-Britannia          | 3     | 0     | 3     | 6        |
| 8.       | Csehország              | 2     | 0     | 1     | 3        |
| 8.       | Ukrajna                 | 2     | 0     | 1     | 3        |
| 10.      | Franciaország           | 1     | 2     | 1     | 4        |
| 11.      | Lengyelország           | 1     | 2     | 0     | 3        |
| 12.      | Horvátország            | 1     | 0     | 0     | 1        |
| 12.      | Írország                | 1     | 0     | 0     | 1        |
| 12.      | Kolumbia                | 1     | 0     | 0     | 1        |
| 12.      | Svédország              | 1     | 0     | 0     | 1        |
| 12.      | Trinidad és Tobago      | 1     | 0     | 0     | 1        |
| 12.      | Uganda                  | 1     | 0     | 0     | 1        |
| 12.      | Új-Zéland               | 1     | 0     | 0     | 1        |
| 19.      | Ausztrália              | 0     | 2     | 1     | 3        |
| 20.      | Elefántcsontpart        | 0     | 2     | 0     | 2        |
| 21.      | Kanada                  | 0     | 1     | 4     | 5        |
| 22.      | Kína                    | 0     | 1     | 3     | 4        |
| 23.      | Kuba                    | 0     | 1     | 2     | 3        |
| 24.      | Hollandia               | 0     | 1     | 1     | 2        |
| 24.      | Nigéria                 | 0     | 1     | 1     | 2        |
| 26.      | Botswana                | 0     | 1     | 0     | 1        |
| 26.      | Finnország              | 0     | 1     | 0     | 1        |
| 26.      | Katar                   | 0     | 1     | 0     | 1        |
| 26.      | Magyarország            | 0     | 1     | 0     | 1        |
| 26.      | Olaszország             | 0     | 1     | 0     | 1        |
| 31.      | Spanyolország           | 0     | 0     | 2     | 2        |
| 31.      | Szerbia                 | 0     | 0     | 2     | 2        |
| 33.      | Dél-afrikai Köztársaság | 0     | 0     | 1     | 1        |
| 33.      | Dominikai Köztársaság   | 0     | 0     | 1     | 1        |
| 33.      | Dzsibuti                | 0     | 0     | 1     | 1        |
| 33.      | Észtország              | 0     | 0     | 1     | 1        |
| 33.      | Japán                   | 0     | 0     | 1     | 1        |
| 33.      | Mexikó                  | 0     | 0     | 1     | 1        |
| Összesen | Összesen                | 47    | 47    | 48    | 142      |

## Érmesek
- WR – világrekord
- CR – világbajnoki rekord
- AR – kontinens rekord
- NR – országos rekord
- PB – egyéni rekord
- WL – az adott évben aktuálisan a világ legjobb eredménye
- SB – az adott évben aktuálisan az egyéni legjobb eredmény

A váltóknál a csillaggal jelölt versenyzők az előfutamokban szerepeltek.
Az időpontok helyi idő szerint értendőek. Magyarországtól való eltérés: +2 óra.

### Férfi
| Versenyszám                                 | Arany | Arany          | Ezüst | Ezüst        | Bronz | Bronz        |
| ------------------------------------------- | --- | -------------- | --- | ------------ | --- | ------------ |
| 100 m Döntő: augusztus 11., 21:50           | Usain Bolt · Jamaica                                                                                          | 9,77 SB        | Justin Gatlin · Egyesült Államok                                                                                   | 9,85 SB      | Nesta Carter · Jamaica                                                                                         | 9,95         |
| 200 m Döntő: augusztus 17., 20:05           | Usain Bolt · Jamaica                                                                                          | 19,66 WL       | Warren Weir · Jamaica                                                                                              | 19,79 PB     | Curtis Mitchell · Egyesült Államok                                                                             | 20,04        |
| 400 m Döntő: augusztus 13., 21:50           | LaShawn Merritt · Egyesült Államok                                                                            | 43,74 WL       | Tony McQuay · Egyesült Államok                                                                                     | 44,40 PB     | Luguelín Santos · Dominikai Köztársaság                                                                        | 44,52 SB     |
| 800 m Döntő: augusztus 13., 21:10           | Mohammed Aman · Etiópia                                                                                       | 1:43,31 SB     | Nick Symmonds · Egyesült Államok                                                                                   | 1:43,55 SB   | Ayanleh Souleiman · Dzsibuti                                                                                   | 1:43,76      |
| 1500 m Döntő: augusztus 18., 17:25          | Asbel Kiprop · Kenya                                                                                          | 3:36,28        | Matthew Centrowitz · USA                                                                                           | 3:36,78      | Johan Cronje · Dél-afrikai Köztársaság                                                                         | 3:36,83      |
| 5000 m Döntő: augusztus 16., 20:45          | Mo Farah · Nagy-Britannia                                                                                     | 13:26,98       | Hagos Gebrhiwet · Etiópia                                                                                          | 13:27,26     | Isiah Koech · Kenya                                                                                            | 13:27,26     |
| 10 000 m Döntő: augusztus 10., 18:55        | Mo Farah · Egyesült Királyság                                                                                 | 27:21,71 SB    | Ibrahim Jeilan · Etiópia                                                                                           | 27:22,23 SB  | Paul Tanui · Kenya                                                                                             | 27:22,61     |
| Maraton Döntő: augusztus 17., 15:30         | Stephen Kiprotich · Uganda                                                                                    | 2:09:51        | Lelisa Desisa · Etiópia                                                                                            | 2:10:12      | Tadese Tola · Etiópia                                                                                          | 2:10:23      |
| 3000 m akadály Döntő: augusztus 15., 20:20  | Ezekiel Kemboi · Kenya                                                                                        | 8:06,01        | Conseslus Kipruto · Kenya                                                                                          | 8:06,37      | Mahiedine Mekhissi-Benabbad · Franciaország                                                                    | 8:07,86      |
| 110 m gát Döntő: augusztus 12., 21:30       | David Oliver · Egyesült Államok                                                                               | 13,00 WL       | Ryan Wilson · Egyesült Államok                                                                                     | 13,13        | Szergej Subenkov · Oroszország                                                                                 | 13,24        |
| 400 m gát Döntő: augusztus 15., 21:00       | Jehue Gordon · Trinidad és Tobago                                                                             | 47,69 WL, NR   | Michael Tinsley · Egyesült Államok                                                                                 | 47,70 PB     | Emir Bekrić · Szerbia                                                                                          | 48,05 NR     |
| 4 × 100 m váltó Döntő: augusztus 18., 18:40 | Jamaica · Nesta Carter · Kemar Bailey-Cole · Nickel Ashmeade · Usain Bolt · Oshane Bailey* · Warren Weir*     | 37,36 WL       | Egyesült Államok · Charles Silmon · Mike Rodgers · Rakieem Salaam · Justin Gatlin · Dentarius Locke* · Jeff Demps* | 37,66        | Kanada · Gavin Smellie · Aaron Brown · Dontae Richards-Kwok · Justyn Warner · Sam Effah* · Oluwasegun Makinde* | 37,92 SB     |
| 4 × 400 m váltó Döntő: augusztus 16., 21:30 | Egyesült Államok · David Verburg · Tony McQuay · Arman Hall · LaShawn Merritt · Joshua Mance* · James Harris* | 2:58,71 WL     | Jamaica · Rusheen McDonald · Edino Steele · Omar Johnson · Javon Francis · Javere Bell*                            | 2:59,88 SB   | Oroszország · Makszim Dilgyin · Lev Moszin · Szergej Petuhov · Vlagyimir Krasznov                              | 2:59,90 SB   |
| 20 km gyaloglás Döntő: augusztus 11., 17:00 | Alekszandr Ivanov · Oroszország                                                                               | 1:20:58 PB     | Chen Ding · Kína                                                                                                   | 1:21:09 SB   | Miguel Ángel López · Spanyolország                                                                             | 1:21:21 SB   |
| 50 km gyaloglás Döntő: augusztus 14., 8:30  | Robert Heffernan · Írország                                                                                   | 3:37:56 WL     | Mihail Rizsov · Oroszország                                                                                        | 3:38:58 PB   | Jared Tallent · Ausztrália                                                                                     | 3:40:03 SB   |
| Magasugrás Döntő: augusztus 15., 19:00      | Bohdan Bondarenko · Ukrajna                                                                                   | 241 cm CR, NR  | Mutazz Ísza Barsim · Katar                                                                                         | 238 cm       | Derek Drouin · Kanada                                                                                          | 238 cm NR    |
| Rúdugrás Döntő: augusztus 12., 19:00        | Raphael Holzdeppe · Németország                                                                               | 589 cm         | Renaud Lavillenie · Franciaország                                                                                  | 589 cm       | Björn Otto · Németország                                                                                       | 582 cm       |
| Távolugrás Döntő: augusztus 16., 19:30      | Alekszandr Menykov · Oroszország                                                                              | 8,56 cm WL, NR | Ignisious Gaisah · Hollandia                                                                                       | 8,29 cm NR   | Luis Rivera · Mexikó                                                                                           | 8,27 cm      |
| Hármasugrás Döntő: augusztus 18., 16:45     | Teddy Tamgho · Franciaország                                                                                  | 18,04 m PB, WL | Pedro Pablo Pichardo · Kuba                                                                                        | 17,68 m      | Will Claye · USA                                                                                               | 17,52 m SB   |
| Súlylökés Döntő: augusztus 16., 20:10       | David Storl · Németország                                                                                     | 21,73 m SB     | Ryan Whiting · Egyesült Államok                                                                                    | 21,57 m      | Dylan Armstrong · Kanada                                                                                       | 21,34 m SB   |
| Diszkoszvetés Döntő: augusztus 13., 19:00   | Robert Harting · Németország                                                                                  | 69,11 m        | Piotr Małachowski · Lengyelország                                                                                  | 68,36 m      | Gerd Kanter · Észtország                                                                                       | 65,19 m      |
| Kalapácsvetés Döntő: augusztus 12., 20:30   | Paweł Fajdek · Lengyelország                                                                                  | 81,97 m WL     | Pars Krisztián · Magyarország                                                                                      | 80,30 m      | Lukáš Melich · Csehország                                                                                      | 79,36 m      |
| Gerelyhajítás Döntő: augusztus 17., 18:35   | Vítězslav Veselý · Csehország                                                                                 | 87,17 m        | Tero Pitkämäki · Finnország                                                                                        | 87,07 m      | Dmitrij Tarabin · Oroszország                                                                                  | 86,23 m      |
| Tízpróba Versenyek: augusztus 10–11.        | Ashton Eaton · Egyesült Államok                                                                               | 8809 pont WL   | Michael Schrader · Németország                                                                                     | 8670 pont PB | Damian Warner · Kanada                                                                                         | 8512 pont PB |

### Női
| Versenyszám                                 | Arany | Arany          | Ezüst | Ezüst        | Bronz                                                                                | Bronz        |
| ------------------------------------------- | --- | -------------- | --- | ------------ | ------------------------------------------------------------------------------------ | ------------ |
| 100 m Döntő: augusztus 12., 21:50           | Shelly-Ann Fraser-Pryce · Jamaica                                                                            | 10,71 WL       | Murielle Ahouré · Elefántcsontpart                                                                        | 10,93        | Carmelita Jeter · Egyesült Államok                                                   | 10,94        |
| 200 m Döntő: augusztus 16., 21:15           | Shelly-Ann Fraser-Pryce · Jamaica                                                                            | 22,19          | Murielle Ahouré · Elefántcsontpart                                                                        | 22,32        | Blessing Okagbare · Nigéria                                                          | 22,32        |
| 400 m Döntő: augusztus 12., 21:15           | Christine Ohuruogu · Nagy-Britannia                                                                          | 49,41 NR       | Amantle Montsho · Botswana                                                                                | 49,41        | Antonyina Krivosapka · Oroszország                                                   | 49,78        |
| 800 m Döntő: augusztus 18., 17:50           | Eunice Sum · Kenya                                                                                           | 1:57,38 PB     | Marija Szavinova · Oroszország                                                                            | 1:57,80 SB   | Brenda Martinez · USA                                                                | 1:57,91 PB   |
| 1500 m Döntő: augusztus 15., 21:20          | Abeba Aregawi · Svédország                                                                                   | 4:02,67        | Jennifer Simpson · Egyesült Államok                                                                       | 4:02,99      | Hellen Obiri · Kenya                                                                 | 4:03,86      |
| 5000 m Döntő: augusztus 17., 18:55          | Meseret Defar · Etiópia                                                                                      | 14:50,19       | Mercy Cherono · Kenya                                                                                     | 14:51,22     | Almaz Ayana · Etiópia                                                                | 14:51,33     |
| 10 000 m Döntő: augusztus 11., 21:05        | Tirunesh Dibaba · Etiópia                                                                                    | 30:43,35       | Gladys Cherono · Kenya                                                                                    | 30:45,17     | Belaynesh Oljira · Etiópia                                                           | 30:46,98     |
| Maraton Döntő: augusztus 10., 14:00         | Edna Kiplagat · Kenya                                                                                        | 2:25:44        | Valeria Straneo · Olaszország                                                                             | 2:25:58 SB   | Fukusi Kajoko · Japán                                                                | 2:27:45      |
| 3000 m akadály Döntő: augusztus 13., 21:25  | Milcah Chemos Cheywa · Kenya                                                                                 | 9:11,65 WL     | Lydiah Chepkurui · Kenya                                                                                  | 9:12,55 PB   | Sofia Assefa · Etiópia                                                               | 9:12,84 SB   |
| 100 m gát Döntő: augusztus 17., 19:30       | Brianna Rollins · Egyesült Államok                                                                           | 12,44          | Sally Pearson · Ausztrália                                                                                | 12,50 SB     | Tiffany Porter · Nagy-Britannia                                                      | 12,55 PB     |
| 400 m gát Döntő: augusztus 15., 20:45       | Zuzana Hejnová · Csehország                                                                                  | 52,83 WL, NR   | Dalilah Muhammad · Egyesült Államok                                                                       | 54,09        | Lashinda Demus · Egyesült Államok                                                    | 54,27        |
| 4 × 100 m váltó Döntő: augusztus 18., 18:10 | Jamaica · Carrie Russell · Kerron Stewart · Schillonie Calvert · Shelly-Ann Fraser-Pryce                     | 41,29 WL, CR   | Egyesült Államok · Jeneba Tarmoh · Alexandria Anderson · English Gardner · Octavious Freeman              | 42,75        | Nagy-Britannia · Dina Asher-Smith · Ashleigh Nelson · Annabelle Lewis · Hayley Jones | 42,87        |
| 4 × 400 m váltó Döntő: augusztus 17., 19:45 | Oroszország · Julija Guscsina · Tatyjana Firova · Kszenyija Rizsova · Antonyina Krivosapka · Natalja Antyuh* | 3:20,21 WL     | Egyesült Államok · Jessica Beard · Natasha Hastings · Ashley Spencer · Francena McCorory · Joanna Atkins* | 3:20,41 SB   | Nagy-Britannia · Eilidh Child · Shana Cox · Margaret Adeoye · Christine Ohuruogu     | 3:22,61 SB   |
| 20 km gyaloglás Döntő: augusztus 13., 9:35  | Jelena Lasmanova · Oroszország                                                                               | 1:27:08        | |              | Liu Hong · Kína                                                                      | 1:28:10      |
| Magasugrás Döntő: augusztus 17., 18:00      | Szvetlana Skolina · Oroszország                                                                              | 203 cm PB      | Brigetta Barrett · Egyesült Államok                                                                       | 200 cm       | Anna Csicserova · OroszországRuth Beitia · Spanyolország                             | 197 cm       |
| Rúdugrás Döntő: augusztus 13., 19:35        | Jelena Iszinbajeva · Oroszország                                                                             | 489 cm SB      | Jenn Suhr · Egyesült Államok                                                                              | 482 cm       | Yarisley Silva · Kuba                                                                | 482 cm       |
| Távolugrás Döntő: augusztus 11., 19:00      | Brittney Reese · Egyesült Államok                                                                            | 701 cm         | Blessing Okagbare · Nigéria                                                                               | 699 cm       | Ivana Španović · Szerbia                                                             | 682 cm SB    |
| Hármasugrás Döntő: augusztus 15., 19:40     | Caterine Ibargüen · Kolumbia                                                                                 | 14,85 m WL     | Jekatyerina Konyeva · Oroszország                                                                         | 14,81 m      | Olha Szaladuha · Ukrajna                                                             | 14,65 m      |
| Súlylökés Döntő: augusztus 12., 20:25       | Valerie Adams · Új-Zéland                                                                                    | 20,88 m        | Christina Schwanitz · Németország                                                                         | 20,41 m PB   | Gong Lijiao · Kína                                                                   | 19,95 m      |
| Diszkoszvetés Döntő: augusztus 11., 20:15   | Sandra Perković · Horvátország                                                                               | 67,99 m        | Mélina Robert-Michon · Franciaország                                                                      | 66,28 m NR   | Yarelis Barrios · Kuba                                                               | 64,96        |
| Kalapácsvetés Döntő: augusztus 16., 19:00   | Tatyjana Liszenko · Oroszország                                                                              | 78,80 m CR, NR | Anita Włodarczyk · Lengyelország                                                                          | 78,46 m NR   | Zhang Wenxiu · Kína                                                                  | 75,58 m SB   |
| Gerelyhajítás Döntő: augusztus 18., 16:00   | Christina Obergföll · Németország                                                                            | 69,05 m SB     | Kimberley Mickle · Ausztrália                                                                             | 66,60 m PB   | Marija Abakumova · Oroszország                                                       | 65,09 m      |
| Hétpróba Versenyek: augusztus 12–13.        | Hanna Melnicsenko · Ukrajna                                                                                  | 6586 pont PB   | Brianne Theisen-Eaton · Kanada                                                                            | 6530 pont PB | Dafne Schippers · Hollandia                                                          | 6477 pont NR |

A 20 km-es gyaloglásban második orosz Anyiszja Kirgyapkinát (1:27:11) doppingvétség miatt megfosztották érmétől.